# Trophée de l'athlète européen de l'année
Le Trophée de l'athlète européen de l'année (en anglais : European Athlete of the Year Trophy) est un trophée remis annuellement aux meilleurs athlètes européens. L'intitulé exact du trophée est « Waterford Crystal.» Le trophée est remis depuis 1993 dans les catégories athlète masculin de l'année et athlète féminin. Depuis 2007, il existe deux nouvelles catégories : « athlète montant masculin » et « athlète montant féminin ».
Les lauréats sont élus par l'Association européenne d'athlétisme, la fédération européenne d'athlétisme. Le mode d'élection varie, les fédérations et les particuliers peuvent parfois voter.

## Lauréats
| Année | Hommes                              | Femmes              | Réf.              |
| ----- | ----------------------------------- | ------------------- | ----------------- |
| 1993  | Linford Christie                    | Sally Gunnell       |                   |
| 1994  | Colin Jackson                       | Irina Privalova     |                   |
| 1995  | Jonathan Edwards                    | Sonia O'Sullivan    |                   |
| 1996  | Jan Železný                         | Svetlana Masterkova |                   |
| 1997  | Wilson Kipketer                     | Astrid Kumbernuss   |                   |
| 1998  | Jonathan Edwards                    | Christine Arron     |                   |
| 1999  | Tomáš Dvořák                        | Gabriela Szabo      |                   |
| 2000  | Jan Železný                         | Trine Hattestad     |                   |
| 2001  | André Bucher                        | Stephanie Graf      |                   |
| 2002  | Dwain Chambers                      | Süreyya Ayhan       |                   |
| 2003  | Christian Olsson                    | Carolina Klüft      |                   |
| 2004  | Christian Olsson                    | Kelly Holmes        |                   |
| 2005  | Virgilijus Alekna                   | Yelena Isinbayeva   |                   |
| 2006  | Francis Obikwelu                    | Carolina Klüft      | ,                 |
| 2007  | Tero Pitkämäki                      | Blanka Vlašić       | ,                 |
| 2008  | Andreas Thorkildsen                 | Yelena Isinbayeva   | ,                 |
| 2009  | Phillips Idowu                      | Marta Domínguez     | ,                 |
| 2010  | Christophe Lemaitre                 | Blanka Vlašić       | ,                 |
| 2011  | Mohamed Farah                       | Mariya Savinova     | ,                 |
| 2012  | Mohamed Farah                       | Jessica Ennis       | ,                 |
| 2013  | Bohdan Bondarenko                   | Zuzana Hejnová      | [ 15 ]            |
| 2014  | Renaud Lavillenie                   | Dafne Schippers     | [ 16 ]            |
| 2015  | Greg Rutherford                     | Dafne Schippers     | [ 17 ]            |
| 2016  | Mohamed Farah                       | Ruth Beitia         |                   |
| 2017  | Johannes Vetter                     | Ekateríni Stefanídi | [ 18 ]            |
| 2018  | Kevin Mayer                         | Dina Asher-Smith    | ,                 |
| 2019  | Karsten Warholm                     | Mariya Lasitskene   | [ 21 ]            |
| 2020  | Cérémonie annulée                   | Cérémonie annulée   | Cérémonie annulée |
| 2021  | Karsten Warholm                     | Sifan Hassan        |                   |
| 2022  | Jakob Ingebrigtsen Armand Duplantis | Femke Bol           | [ 22 ]            |
| 2023  | Jakob Ingebrigtsen                  | Femke Bol           |                   |
| 2024  | Armand Duplantis                    | Yaroslava Mahuchikh | [ 23 ]            |

## Étoiles montantes
| Année | Hommes              | Femmes                    | Réf.              |
| ----- | ------------------- | ------------------------- | ----------------- |
| 2007  | Andrew Howe         | Jessica Ennis             |                   |
| 2008  | Raphael Holzdeppe   | Stephanie Twell           |                   |
| 2009  | Christophe Lemaitre | Karoline Bjerkeli Grøvdal |                   |
| 2010  | Teddy Tamgho        | Sandra Perković           |                   |
| 2011  | David Storl         | Jodie Williams            |                   |
| 2012  | Pavel Maslák        | Angelica Bengtsson        | ,                 |
| 2013  | Emir Bekrić         | Aníta Hinriksdóttir       |                   |
| 2014  | Adam Gemili         | Mariya Kuchina            |                   |
| 2015  | Konrad Bukowiecki   | Noemi Zbären              |                   |
| 2016  | Max Heß             | Nafissatou Thiam          |                   |
| 2017  | Karsten Warholm     | Yuliya Levchenko          |                   |
| 2018  | Armand Duplantis    | Elvira Herman             |                   |
| 2019  | Niklas Kaul         | Yaroslava Mahuchikh       |                   |
| 2020  | Cérémonie annulée   | Cérémonie annulée         | Cérémonie annulée |
| 2021  | Sasha Zhoya         | Femke Bol                 |                   |
| 2022  | Mykolas Alekna      | Elína Tzéngko             |                   |
| 2023  | Mattia Furlani      | Angelina Topić            |                   |
| 2024  | Niels Laros         | Adriana Vilagoš           | [ 23 ]            |